# Psiguria triphylla
Psiguria triphylla là một loài thực vật có hoa trong họ Cucurbitaceae. Loài này được (Miq.) C.Jeffrey miêu tả khoa học đầu tiên năm 1978.